# Sacoglottis guianensis
Sacoglottis guianensis, conocida como achuá o uchui, es una especie de árbol de la familia Humiriaceae. 

## Distribución
Se encuentra en Brasil, Surinam, Guyana, Venezuela, Colombia, Perú y Bolivia, en la Amazonia, en formaciones altas y densas que no están sujetas a inundaciones periódicas, así como también en formaciones más abiertas de las llanuras, en suelos bien drenados, hasta los 1.000 metros de altitud.

## Descripción
Puede alcanzar entre 15 y 20 m de altura.  El tronco cilíndrico vertical con un diámetro de entre 40 y 70 cm. Tiene hojas perennes, elípticas de 5 a 15 cm de largo por 3 a 6 cm de ancho, y una copa alargada. El fruto es una drupa oblongo-elipsóidea de 3 cm de largo, de color amarillo cuando madura, es dulce y comestible.

## Usos
El tronco es fuente de madera y la corteza de colorante. Es usado localmente en la medicina tradicional y como planta ornamental y el fruto como alimento.